# Metro van Qingdao
De metro van Qingdao is een vorm van openbaar vervoer in de Chinese miljoenenstad Qingdao. Acht lijnen met 172 stations, waarvan 16 met overstapmogelijkheden tussen de lijnen (waaronder eentje als kruispunt van drie lijnen), op een traject van 342 km werden sinds december 2015 in gebruik genomen. Qingdao in de provincie Shandong werd hiermee de tweeëntwintigste stad in China waar een metro in gebruik werd genomen. In 2024 gebruikten 530 miljoen reizigers het systeem. De piekdag tot juni 2025 is 2 mei 2024, toen 2.350.000 reizigers de metro namen.
Het logo van de metro van Qingdao is gebaseerd op de "Q" (van Qingdao) cirkelvormig uitgewerkt en aangevuld met in de Q de ingang van de metrotunnel. De golf onderaan de Q refereert naar zeegolven, en de connotatie met de kuststad. Het logo is groen om het groene en milieuvriendelijke van het metrosysteem te benadrukken.

## Lijnen
| Lijn               | Eindbestemmingen                                                          | Geopend    | Lengte   | Stations |
| ------------------ | ------------------------------------------------------------------------- | ---------- | -------- | -------- |
| 1                  | Wangjiagang - Dongguozhuang                                               | 2020, 2021 | 59,82 km | 41       |
| 2                  | Sichuan Road (Qingdao Ferry Terminal) - Licun Park                        | 2017, 2024 | 28,23 km | 25       |
| 3                  | Qingdao Railway Station - Qingdao North Railway Station                   | 2015, 2016 | 24,47 km | 22       |
| 4                  | Hall of the People - Dahedong                                             | 2022       | 30,71 km | 25       |
| 6                  | Hengyunshan Road - Lingshan Bay                                           | 2024       | 30,76 km | 21       |
| 8                  | Qingdao North Railway Station - Jiaozhou North Railway Station (Jiaozhou) | 2020       | 48,30 km | 11       |
| 11 Oceantec Valley | Miaoling Road - Qiangu Mountain                                           | 2018       | 54,37 km | 21       |
| 13 West Coast      | Jialingjiang West Road - Dongjiakou Railway Station                       | 2018, 2023 | 69,60 km | 23       |

## Tarieven
De metro van Qingdao hanteert kilometertarieven in functie van trajectlengte met minimaal 2 yuan voor elke afstand tot en met 5 kilometer, 3 yuan voor meer dan 5 kilometer en maximaal 10 kilometer, 4 yuan voor het afleggen van meer dan 10 kilometer en maximaal 17 kilometer en 5 yuan voor het afleggen van meer dan 17 kilometer en maximaal 27 kilometer. Als men meer dan 27 kilometer aflegt, wordt 1 yuan bovenop die 5 yuan in rekening gebracht voor elke extra 11 kilometer. Daarnaast zijn er kortingen en vrijstellingen voor specifieke bevolkingsgroepen en leeftijdscategorieën.

## Afbeeldingen

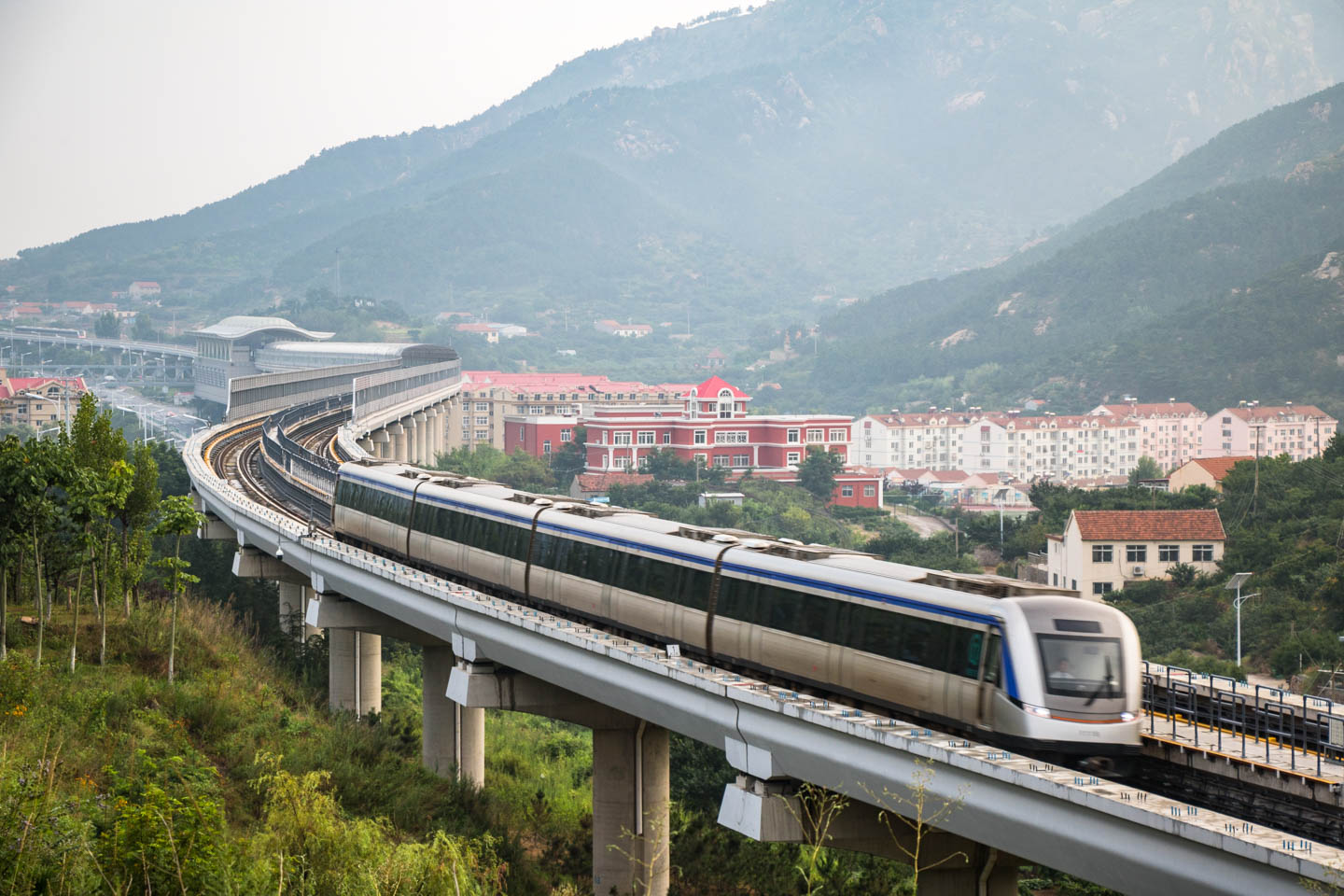
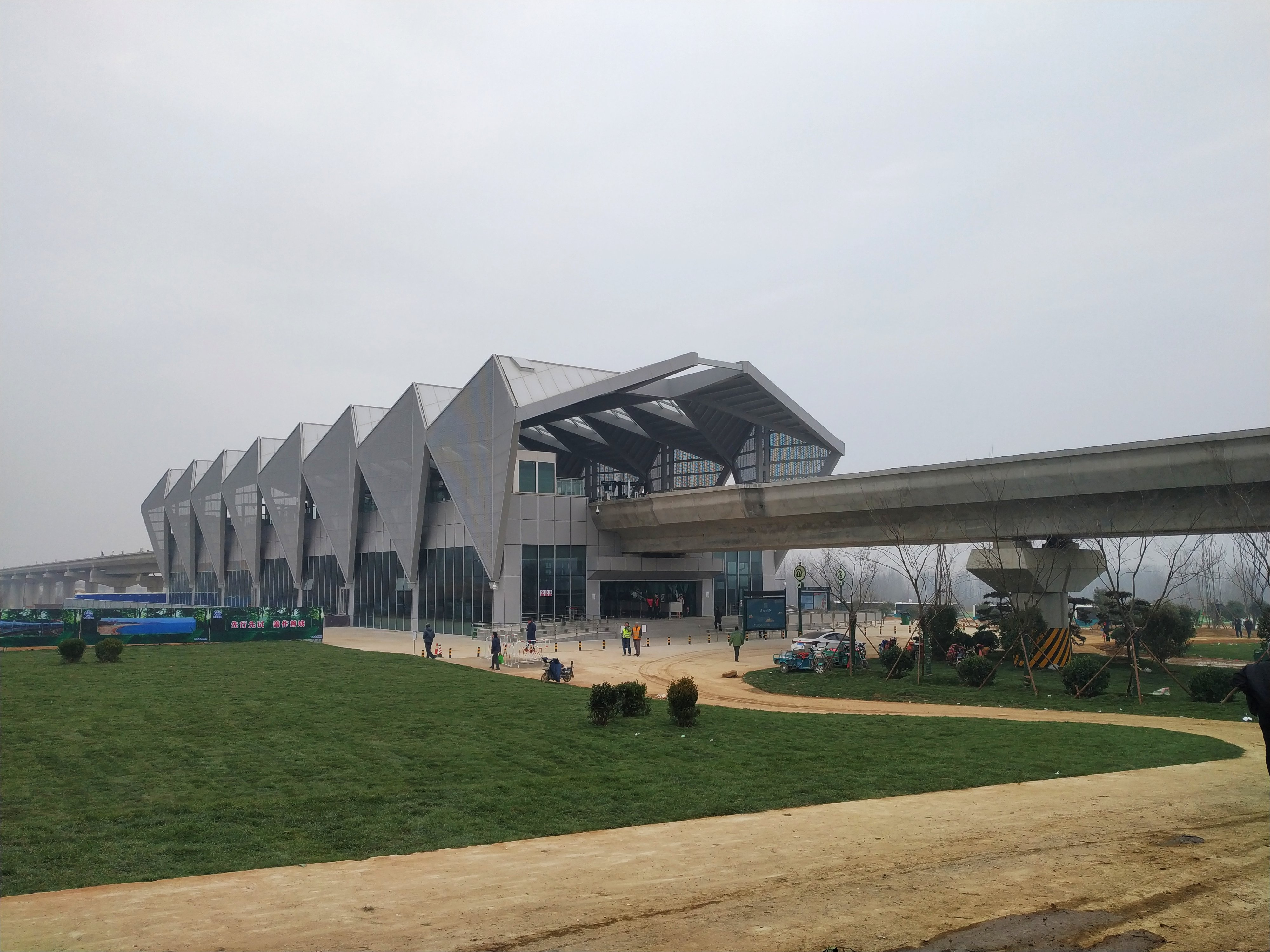
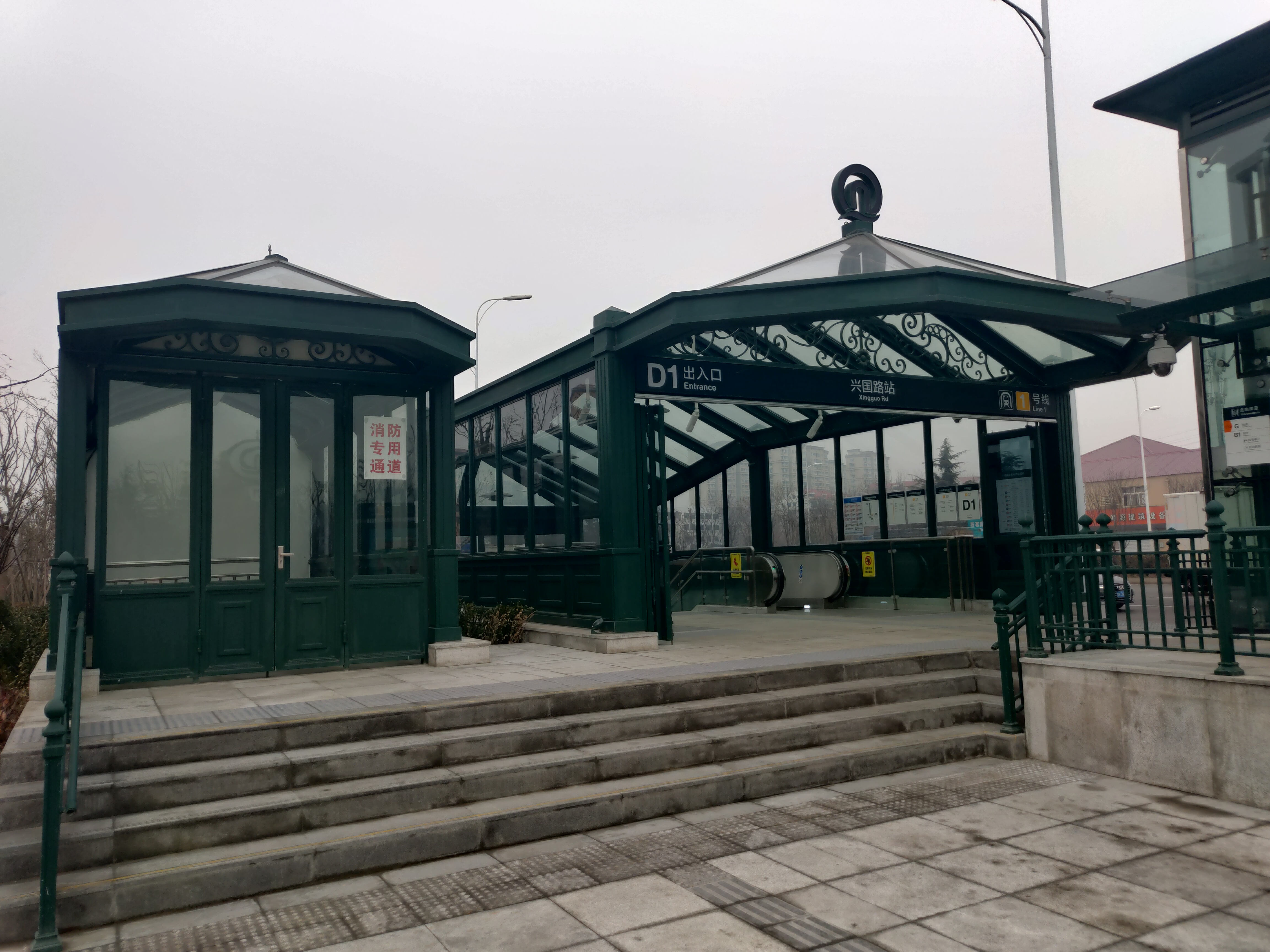
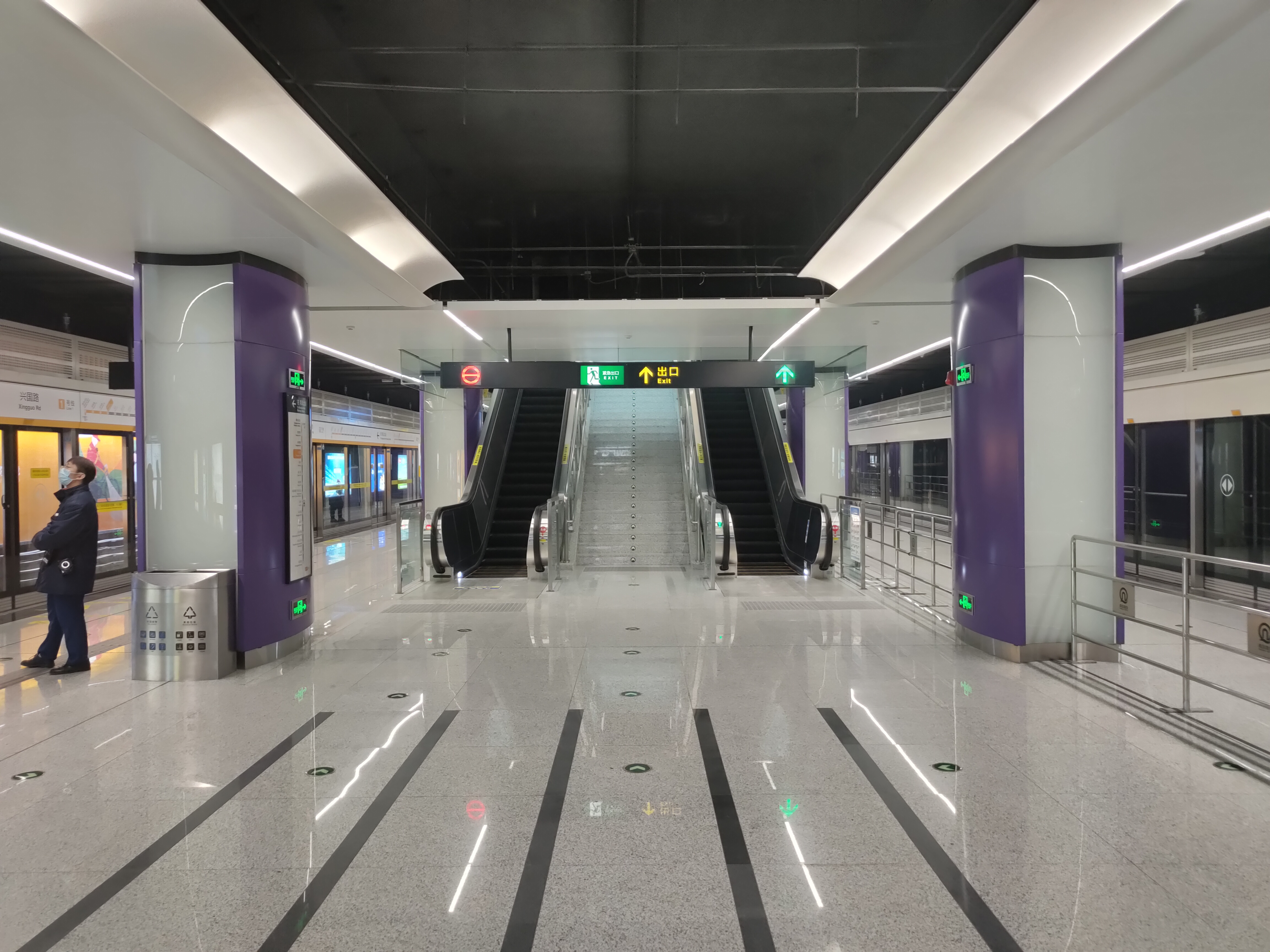